# لیوینگستون، میشیگان
لیوینگستون (به انگلیسی: Livingston Township) یک منطقهٔ مسکونی در ایالات متحده آمریکا است که در شهرستان آتسگو، میشیگان واقع شده‌است. لیوینگستون ۸۸٫۶ کیلومتر مربع مساحت و ۲٬۳۳۹ نفر جمعیت دارد و ۳۷۵ متر بالاتر از سطح دریا واقع شده‌است.